# 山口国男
山口 国男（やまぐち くにお、1950年8月11日- ）は、日本競輪選手会・東京支部に所属していた元競輪選手。東京都荒川区出身。日本競輪学校第24期生。ホームバンクは松戸競輪場だった。自身は長男で、実弟の山口健治は末っ子の四男にあたる。
愛称は『フラワー（ライン）のドン』、『下町の大将』。

## 経歴
競輪の大ファンだった父親の影響を受け、中学を卒業した後、1966年、競輪学校第24期生として入学。翌1967年2月23日、川崎競輪場でデビュー（3着）。1968年、B級で10連勝を果たしA級に特進。1972年の高松宮杯でGI初優出を果たしたが、3着と健闘（優勝は福島正幸）。翌1973年の競輪祭決勝でも3着（優勝は福島）と頑張り、トップクラスの選手としての地位を築いていく。

### 「脚が三角に回った」
そして山口にとってタイトルに一番近づいたレースが1978年、平競輪場で開催された第31回日本選手権競輪であった。決勝戦では、弟の健治が果敢に逃げ、山口は番手。3番手を藤巻清志が固めていた。このまま番手の山口が差し、まさに「兄弟仁義の優勝」を果たすかに思われたが、その2年前のオールスター競輪において兄・昇と兄弟ワンツーを果していた藤巻にゴール寸前交わされてしまい、山口はまさかの2着に終わった。なお、健治は3着だった。
レース後、絶好の展開に恵まれながらも2着に終わった山口は、
『脚が三角に回った』
という、当時としては珍言とも取れる表現を使った。脚が三角に回るというのは、絶好の展開に恵まれすぎるあまり、気持ちばかり先走ってしまって、肝心の脚がついていけなくなることのたとえ話で、その後も競輪ではしばし使用される表現ともなった。
その後山口は翌1979年の競輪祭決勝においても、逃げる吉井秀仁の番手回りという絶好の展開に恵まれながらも、吉井を差すどころか、後方から鋭く追い込んできた福岡の堤昌彦にまで交わされて3着に終わった。またしても、「脚が三角に回ってしまう」レースを喫してしまう。その後も山口は何回かGIの決勝へと駒を進めるものの、とうとう優勝することはできなかった。

## フラワーライン

### フラワーのドン
もっとも、山口国男として有名なのはフラワーラインという、競輪史には欠かせない大グループの首領（ドン）であったという事実だろう。
フラワーラインの詳細については別途項目があるのでそちらに譲ることにして、とにかく山口という選手は皆から好かれていた選手であり、ひいては親分肌の性格も持ち合わせていた。したがっていわゆる「政治力」という点において長けていた選手であることには間違いなく、また山口のためだったら是非とも協力したいという選手も少なくなかった。
1979年の日本選手権決勝。山口は弟・健治に優勝させるため、当時39期の新人だった尾崎雅彦に犠牲役を演じさせることを考えた。なぜ尾崎にそうした役回りをさせたかというと、中野浩一が決勝へと駒を進めていたからであり、とにかく地元地区である立川競輪場で開催されている以上、中野にだけはタイトルを奪われたくなかったという思いが強かったからでもあった。尾崎は果敢に健治を連れて逃げ、すると中野は捲り不発に終わってしまった。最後は番手から抜け出した健治が勝ち、健治はわずか22歳の若さでダービー王の座を掴んだ。
さらに同年のオールスター決勝で中野の豪快な捲りに屈した健治と同期の吉井秀仁が、とにかく中野だけには勝ちたいという一心の思いを抱いていた。東京と千葉といえば、競輪ではそれぞれ関東地区と南関東地区に分かれており、意外と普段の競走においては連携するケースは少なかったが、中野を倒さなければタイトルを手中にできないという考えは国男も持っており、だったら関東と南関東という区切りを取っ払って一緒に連携していこうという繋がりから、ついにフラワーラインという一大グループの結成を見ることに至るわけである。
山口は1980年あたりからフラワーの参謀に徹する機会が多くなかったが、さらに勢力拡大を目指し、北日本はもちろん、競輪選手になる前に山口には大変世話になったという、岡山の西谷康彦のような選手まで現れ、中国地区にまでその勢力を伸ばすことに成功していた。やがて競輪界においては、「フラワーにつくのか九州（中野）につくのか」という二者選択まで迫るような流れとなっていった。

### 点の勝負から線の勝負へ
競輪といえば、フラワーライン出現以前は点と点の戦いが主であった。しかし以後はどのラインにつくかによって着順も大きく左右されるという、線の勝負へと変わってしまった。中野も当初は自身のシンパライン（久保千代志、高橋健二、藤巻昇ら）を自然と結成し、やがて井上茂徳が頭角を現しはじめると、『九州軍団』という、これまた競輪界の一大勢力を築き上げた。そして1980年初頭から半ばまでは、フラワーVS九州という文字が、競輪関係マスコミに上がらない日はないといっても過言ではない状況となった。

### 策を弄しすぎて崩壊
山口は上記の通り、親分肌の性格で情に厚い男でもあった。したがって後に、フラワーラインに与してくれた選手たちに対し、順番にタイトルを取らせてあげようという考えに出るようになった。ところがこの策がやがて、フラワーライン崩壊の引き金を呼ぶことになってしまうのである。
例えば、地区が全く違うというのにラインを組ませたり（1983年のオールスター決勝における、滝澤正光の番手に菅田順和がついたケース）や、地元ということでその選手を勝たせる（1984年の日本選手権決勝における、清嶋彰一の番手に開催地の千葉をホームとする滝澤がつくようなケース）ことまで画策するようになった。
しかし競輪とは、最後は個人同士のぶつかり合いが魅力であるはずなのに、フラワーラインはその競輪の魅力を削ぎ取ってしまうという批判が続出したのである。また、中にはレース中ほとんど動きらしい動きをかけることなく、また車券圏内にさえ絡んでいないのに、レース後に「○○が勝って良かった」とコメントする選手もいた。つまり、その選手の絡みの車券を買っていたファンへの背信行為とも取られかねなかった。しかし、今の競輪の形へと進化していく過程で、フラワーラインの貢献はある程度、認めざるを得ない。なお、現在競輪の他の公営競技と違う魅力な点として「ライン」。そこから出来る、「展開」が存在することも事実である。
そして、競輪界はこうしたフラワーラインの不可解な並びの撲滅を図るべく、レース前の地乗りや事前コメントを徹底させるようになり、ひいては暗にフラワーラインを崩壊させる手段に出た。するとやがて各地区同士でラインを形成するようなレース形態に戻るとフラワーラインは自然消滅する形となった。フラワーラインの終焉は平成のはじめ頃だったという。

## 大人気講師
山口は2001年3月に現役を引退。引退後は一時、ラ・ピスタ新橋のアドバイザーとなったが、後にホームバンクである松戸競輪場のガイダンスコーナーの講師役を要請され、ガイダンスコーナーにおいてファンとの対話に務めていた。しかし2015年9月23日、65歳の定年を機に、同日に松戸競輪場で行われたオールスター競輪の最終日をもって講師を引退した。